# Джост, Питер
Питер Джост (также известный как Ханс Питер Джост; англ. Peter Jost; 25 января 1921 — 7 июня 2016) — английский инженер, менеджер, миллиардер.

## Биография
Получил образование в Техническом колледже Ливерпуля (англ. College of Technology and Museum Extension) и Манчестерском техническом колледже (англ. Manchester College of Technology).
Начал работать в Associated Metal Works. Работа Джоста «Измерение поверхности» была отмечена медалью Сэра Джона Ларкинга.
В возрасте 29 лет стал генеральным менеджером международной компании по смазочным материалам Trier Bros, для которой он разработал инновационный метод смазки паровых машин, который экономил энергию и воду, предотвращая расширение котельных труб. В 1960 году  стал консультантом по смазке Ричарда Томаса и Болдуина.
Продолжал работать в качестве директора и председателя нескольких технологических и инжиниринговых компаний, в том числе компании C S Paul, а также Engineering & General Equipment.
Сотрудничал в многочисленных отраслевых советах, до конца своих дней был президентом Международного совета по трибологии и членом Совета Парламентского и Научного комитета.
Был почётным сотрудником инженерного и технологического института, Института инженеров-механиков и Института материалов.
Удостоен государственных наград Франции, Германии, Польши, Австрии и Японии, а в 1992 году стал первым почётным иностранным членом Российской инженерной академии. Имел ряд почётных званий, двух профессорских и 11 докторских, в том числе в январе 2000 года — почётного доктора тысячелетия.
В 2009 году предложил концепцию «Зеленая трибология».
Незадолго до своей смерти был избран почётным членом Королевской инженерной академии, но умер до заседания Академии, на котором это было объявлено.

## Семья
В 1948 году женился на Маргарет Кадеш.

## Научные интересы
Считается основателем трибологии.

## Награды и звания
Орден Британской империи